# Lewis Mumford
Lewis Mumford (19 de outubro de 1895 - 26 de janeiro de 1990) foi um históriador estado-unidense que pesquisou nas áreas da arte, ciência e tecnologia e saúde. Foi também escritor, crítico literário e professor.

## História
Lewis Mumford nasceu em Nova York. Estudou no City College nova-iorquino e na New School for Social Research. Colaborou em publicações, e seus primeiros textos publicados tanto em jornais quanto em livros, firmaram sua reputação como escritor interessado pelas questões urbanas. Desde a estréia porém, com "A História da Utopia" (1922), sempre situou seus comentários num contexto amplo, que incluía a literatura, a arte e a ação comunitária como meio para aprimorar a qualidade de vida.
Em outras obras (1934-1941), Mumford advertiu que a sociedade tecnológica deveria entrar em harmonia com o deselvolvimento pessoal e as aspirações culturais regionais. Depois de 1942, lecionou ciências humanas e planejamento urbano e regional em várias universidades americanas. Lewis Mumford morreu em 27 de janeiro de 1990.
Disse: "A tecnologia ensinou uma lição à humanidade: nada é impossível".

## Publicações
- The Story of Utopias (1922); (1ª edição em português: História das Utopias, Antígona, Lisboa, 2007)[1]
- Sticks and Stones: A Study of American Architecture and Civilization (1924)
- The Golden Day: A Study in American Experience and Culture (1926)[1]
- American Taste (1929)[1]
- Herman Melville (1929)[1]
- The Brown Decades: A Study of the Arts in America, 1865-1895. (1931)[1]
- Technics and Civilization (1934)[1]
- The Culture of Cities (1938)[1]
- Men Must Act (1939)[1]
- Faith for Living (1940)[1]
- The South in Architecture (1941)[1]
- The Condition of Man (1944)[1]
- City Development: Studies in Disintegration and Renewal (1945)[1]
- Values for Survival: Essays, Addresses, and Letters on Politics and Education (1946)[1]
- Green Memories: The Story of Geddes Mumford (1947)[1]
- Man as Interpreter (1950)[1]
- The Conduct of Life (1951)[1]
- Art and Technics (1952) [1]
- In the Name of Sanity (1954)[1]
- The Human Prospect (1955)[1]
- From the Ground Up: Observations on Contemporary Architecture, Housing, Highway Building, and Civic Design (1956)[1]
- The Transformations of Man (1956)[1]
- The City in History: Its Origins, Its Transformations, and Its Prospects (1961)[1]
- The Highway and the City (1963)[1]
- The Myth of the Machine: I. Technics and Human Development (1967) [1]
- The Urban Prospect (1968)[1]
- The Myth of the Machine: II. The Pentagon of Power (1970)[1]
- Interpretations and Forecasts: 1922-1972: Studies in Literature, History, Biography, Technics, and Contemporary Society (1973)[1]
- Findings and Keepings: Analects for an Autobiography (1975)[1]
- My Works and Days: A Personal Chronicle (1979) [1]
- Sketches from Life: The Autobiography of Lewis Mumford: The Early Years (1982)[1]

## Filmografia
Lewis Mumford on the City (1-6). [Video]. National Film Board of Canada. 1963. Ian MacNeill (produção.